# Міллісент Сіммондс
Міллісент Сіммондс (англ. Millicent Simmonds; нар. 1 березня 2003, Баунтіфул, штат Юта, США) — американська акторка театру і кіно. Номінант та переможець численних національних кінофестивалів США. Акторка втратила слух, коли їй був рік, через передозування ліками.

## Біографія
Міллісент - третя дитина в сім'ї Емілі та Дастіна Сіммондса. Вона народилася в місті Баунтіфул у штаті Юта у 2003 році. Сіммондс майже повністю втратила слух через передозування ліками, коли їй було дванадцять місяців. Мати дівчинки вивчила американську жестову мову, щоб навчити всіх інших членів сім'ї спілкуватися з Міллі. У дитинстві Міллісент Сіммондс зазвичай розмовляла зі сторонніми людьми за допомогою перекладачки Лінетт Тейлор. Сім'я Міллі також намагалася використати кохлеарний імплантат — особливий медичний прилад, що дозволяє компенсувати втрату слуху пацієнтам з вираженим або важким ступенем нейросенсорної приглухуватості, але він не вплинув на вирішення проблеми.

## Кар'єра
Кар'єра Міллісент у Голлівуді почалася, коли керівник театральної студії почув, що незалежний кінорежисер, сценарист і продюсер, який вважається одним із піонерів напряму New Queer Cinema, Тодд Хейнс шукає дівчинку-підлітка на роль у своєму новому фільмі «Світ, сповнений чудес». Театральний наставник дівчинки відразу повідомив про це матері Міллі і запропонував учениці пройти кастинг. Спочатку для заочного відбірного туру було знято відеоролик із записом трьох сцен, який направили на кіностудію. Студія відібрала найкращі серед 250 записів учасників, до яких потрапили і записи Міллі. Вона та її мати були запрошені до Нью-Йорка в середині березня 2016 року для участі у очному кастингу. Дівчинка з успіхом пройшла його та отримала одну з двох головних дитячих ролей у фільмі (другу зіграв тринадцятирічний актор Оакс Феглі).

## Фільмографія
| Рік       |    | Українська назва   | Оригінальна назва   | Роль                                   |
| --------- | -- | ------------------ | ------------------- | -------------------------------------- |
| 2017      | ф  | Світ, повний чудес | Wonderstruck        | Роуз                                   |
| 2018      | ф  | Тихе місце         | A Quiet Place       | Ріган Еббот                            |
| 2018—2019 | с  | Енді Мак           | Andi Mack           | Ліббі (2 епізоди)                      |
| 2019      | с  |                    | This Close          | Еммалін (Епізод: "No Place Like Home") |
| 2020      | ф  | Тихе місце 2       | A Quiet Place 2     | Ріган Еббот                            |
| 2022      | кф | Джмелі             | Bumblebees          | Атена                                  |
|           | ф  | Балерини в драйві  | Ballerina Overdrive |                                        |